# Dorcadion heydenii
Dorcadion heydenii är en skalbaggsart som beskrevs av Ernst Gustav Kraatz 1870. Dorcadion heydenii ingår i släktet Dorcadion och familjen långhorningar. Inga underarter finns listade i Catalogue of Life.